# منتخب مصر الوطني لكرة الهدف للسيدات
منتخب مصر لكرة الهدف للسيدات هو المنتخب الوطني النسائي لمصر. كرة الهدف هي رياضة جماعية مصممة خصيصًا للرياضيين الذين يعانون من ضعف البصر. ويشارك الفريق في مسابقات كرة الهدف الدولية.

## الألعاب البارالمبية

### طوكيو 2020
مع انسحاب منتخب الجزائر للسيدات بحلول 21 أبريل 2021 اختارت اللجنة البارالمبية الدولية مصر كبديل في دورة الألعاب البارالمبية طوكيو 2020. حيث كانت هذه أول مشاركة للسيدات المصريات في دورة الألعاب البارالمبية.

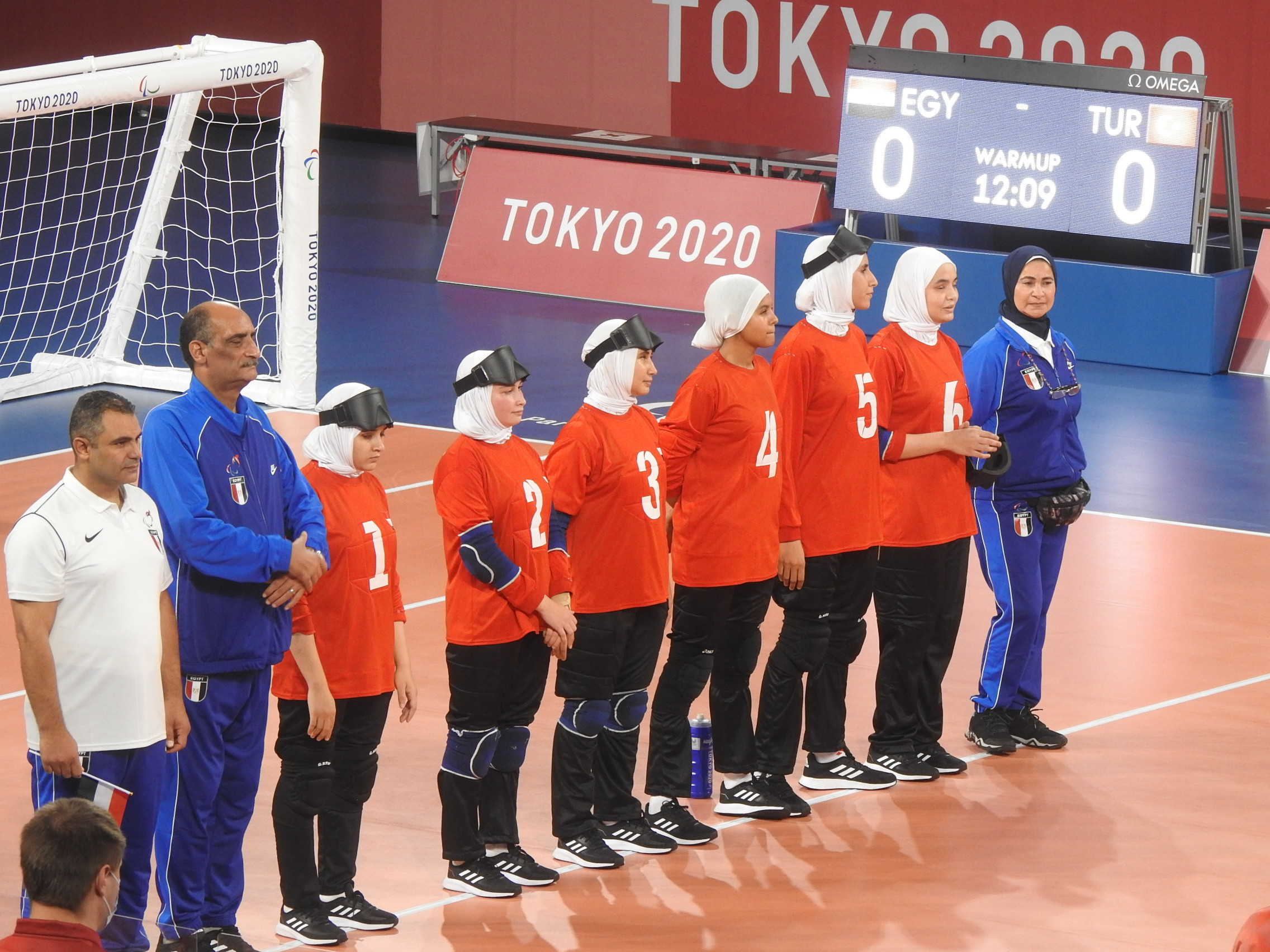
مواجهة ضد منتخب تركيا للسيدات.
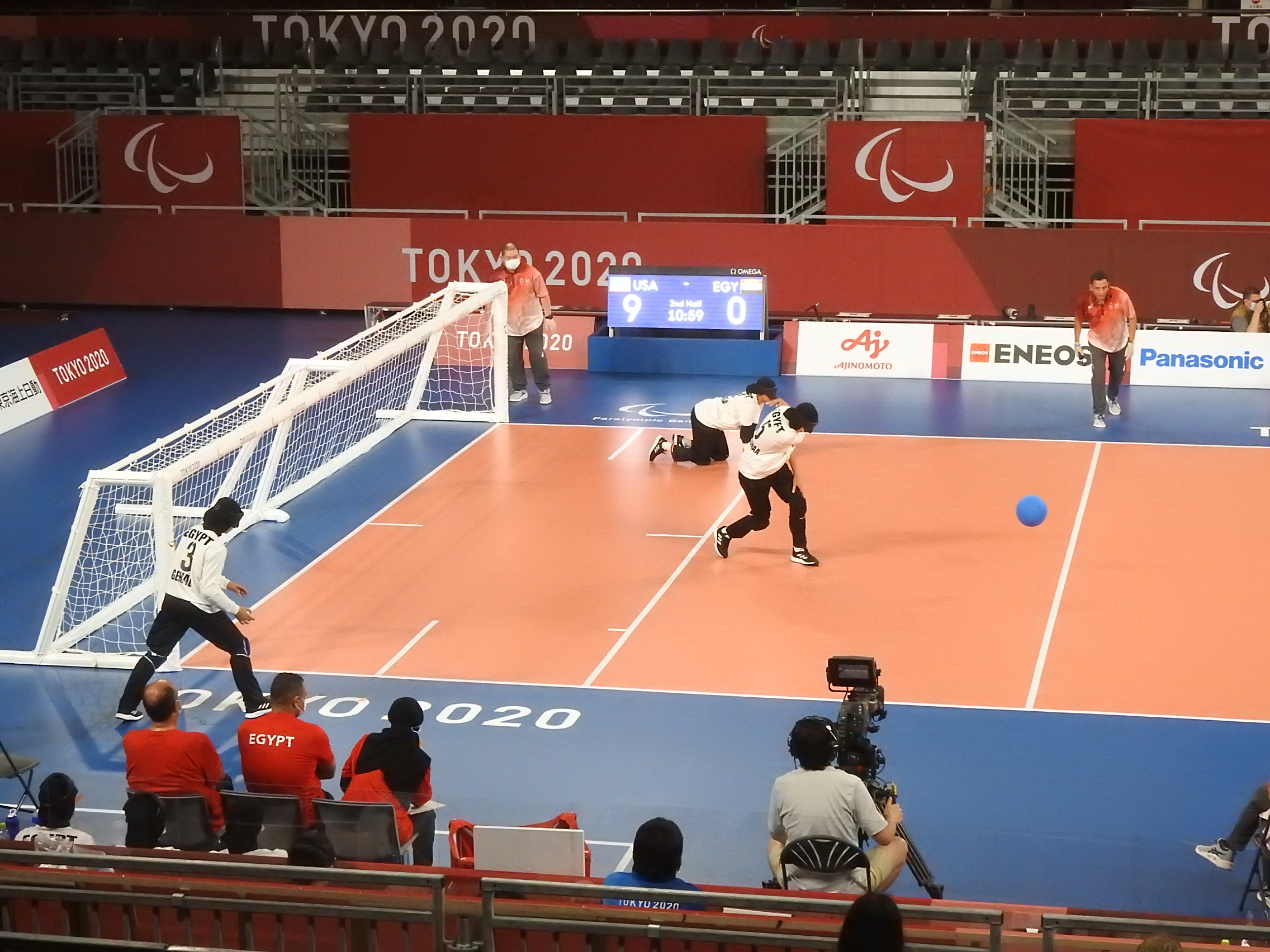
رمي نحو الولايات المتحدة.
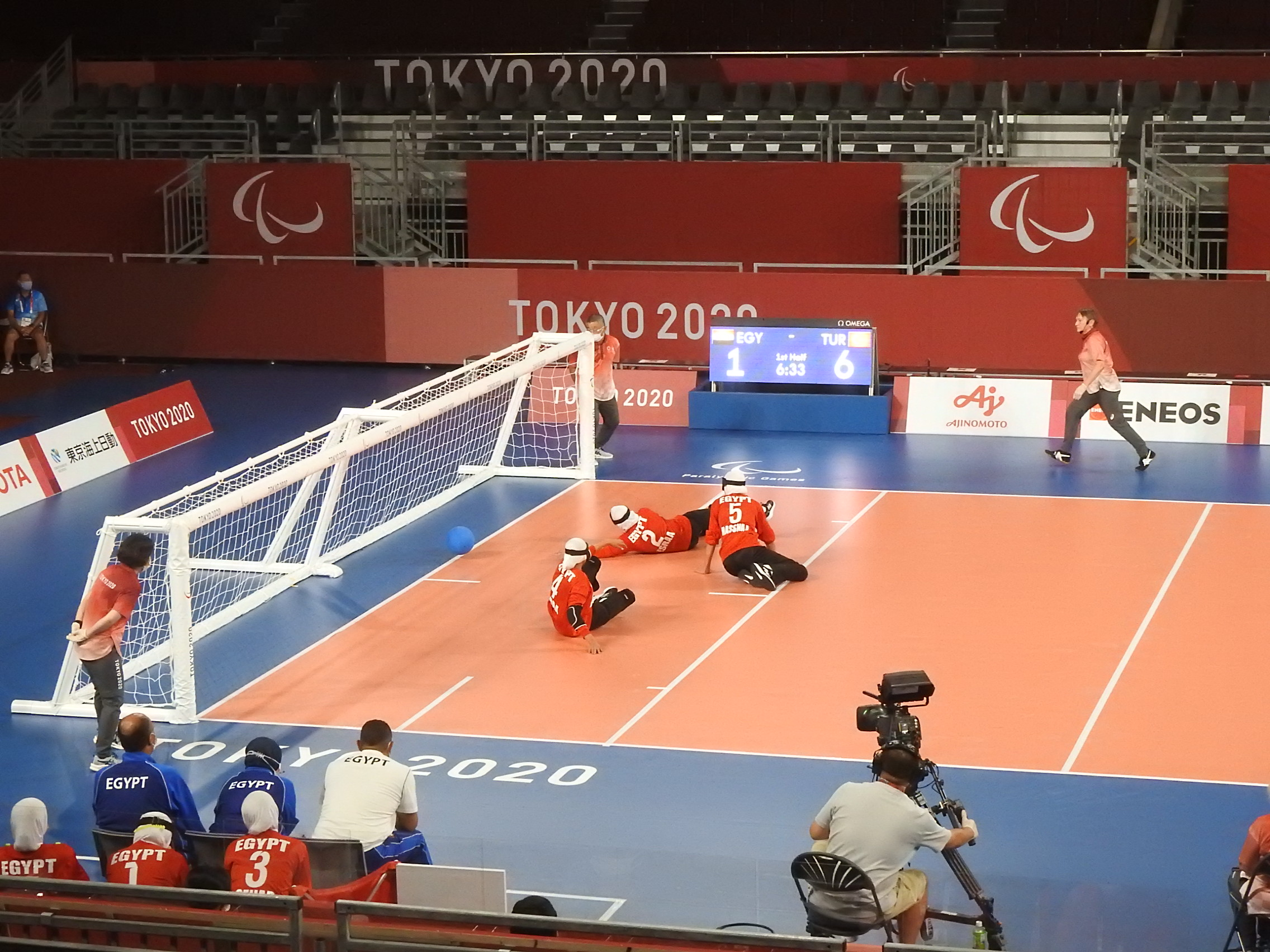
الدفاع ضد الفريق التركي.

## بطولات العالم

### 1986 رويرموند
أقيمت بطولة العالم لكرة الهدف لعام 1986 في رويرموند بهولندا . وقد كان الفريق واحدًا من عشرة فرق مشاركة (أستراليا وبلجيكا وكندا والدنمارك ومصروفنلندا وألمانيا وبريطانيا العظمى وهولندا والولايات المتحدة) واحتلوا المركز العاشر بشكل عام.

### ماتوسينهوس 2022
وتأهل الفريق للمنافسة في بطولة العالم 2022، بعد حصوله على المركز الثاني في بطولة المنطقة 2021.
تنافس الفريق في بطولة العالم 2022 في الفترة من 7 إلى 16 ديسمبر 2022 في Centro de Desportos e كونغرسوس دي ماتوسينهوس بالبرتغال. وكان هناك ستة عشر فريقًا للرجال وستة عشر فريقًا للسيدات. حيث احتلوا المركز السابع في المجموعة ب والمركز الرابع عشر في الترتيب النهائي.

## البطولات الإقليمية
يتنافس الفريق في منطقة IBSA Africa لكرة الهدفl.

### بورسعيد 2020
تنافس الفريق في بطولة إفريقيا لكرة الهدف آي بي أس إيه 2020 في الفترة من 2 إلى 5 مارس 2020 في بورسعيد بمصر ضد الجزائر والمغرب. حيث كان من المفترض أن تكون هذه البطولة الإقليمية بطولة إقليمية إذا شاركت فرق غانا وكينيا النسائية كما هو محدد في الأصل. ومن بين فرق السيدات الثلاثة (الجزائر ومصر والمغرب) خسرت مصر أمام الجزائر بنتيجة 12:2 في المباراة النهائية لتحصل على الميدالية الفضية.

### كيب كوست 2021
تنافس الفريق في بطولة إفريقيا لكرة الهدف آي بي أس إيه 2021 من الإثنين 6 إلى الجمعة 10 ديسمبر 2021 في مجمع جامعة كيب كوست الرياضي بكيب كوست في غانا. حيث كانت هذه البطولة تصفيات لبطولة العالم 2022. ومن بين الفرق النسائية الأربعة (الجزائر ومصر وغانا وكينيا) فازت مصر على الجزائر 10:0 وحصلت على الميدالية الفضية.